# Ratifikáció
A ratifikáció (vagy ratifikálás) az arra meghatalmazott állami szerv által kötött nemzetközi szerződés vagy külállammal kötött kétoldalú megállapodás utólagos jóváhagyása a törvényhozás (Magyarországon az Országgyűlés) által. A ratifikációval az adott szerződést vagy megállapodást az ország jogszabályai közé iktatják, nemzeti nyelven a szövegét kihirdetik és hatályba léptetik.
Nemzetközi szerződések hatályba lépését gyakran kötik kellő számú aláíró állam általi ratifikációhoz.